# Crisi del caffè della Repubblica Democratica Tedesca

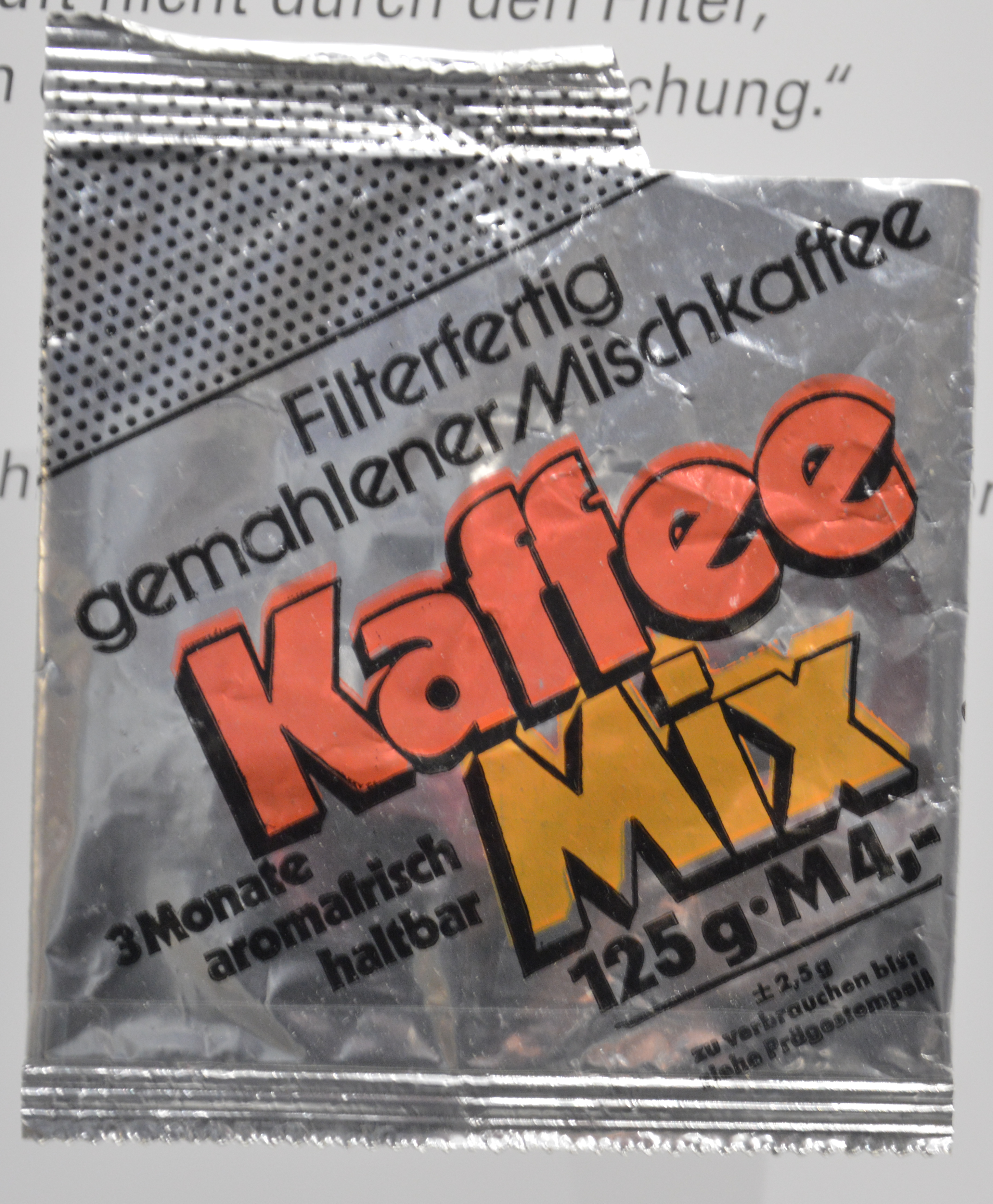
La miscela tedesca orientale Kaffee Mix costituita al 51% da caffè, prodotto a causa delle carenze

La crisi del caffè della Repubblica Democratica Tedesca è stata il risultato delle difficoltà di reperimento del caffè verso la fine degli anni settanta nella Germania Orientale. Infatti, la RDT nel 1977 non riuscì del tutto a soddisfare la domanda interna di caffè, un bene che doveva essere acquistato usando dei Westgeld, o valute occidentali liberamente convertibili che tuttavia non erano abbondanti nei Paesi del blocco orientale.
La crisi del caffè provocò dei cambiamenti indiretti nel suo mercato mondiale e portò alla revisione della politica estera della RDT come anche a dei tagli importanti sui consumi interni. In particolare, il governo della Germania Est intraprese degli scambi commerciali con i Paesi del terzo mondo barattando armi e mezzi pesanti in cambio di caffè ed energia.

## Contesto
Nella zona di occupazione sovietica e nel resto d'Europa, il caffè era diventato quasi introvabile dopo la seconda guerra mondiale. Le prime quantità di caffè importate nella Germania Orientale provenivano dall'Unione Sovietica ma quando le importazioni furono interrotte nel 1954, si verificarono le prime carenze di massa: il governo tedesco orientale dovette intensificare gli sforzi per acquistare valuta straniera con la quale comprare il caffè da elaborare e vendere ai propri cittadini tramite compagnie statali, come la Röstfein del 1957. Negli anni settanta, il caffè aveva acquisito grande importanza nelle spese dei cittadini della RDT, nonostante gran parte della richiesta venisse coperta dai regali di amici e parenti in occidente. A partire dagli anni sessanta, la RDT era in grado di garantire la disponibilità dei prodotti di prima necessità, ma i prodotti esotici e di lusso continuavano ancora a scarseggiare. Ciò portò ad un aumento negli anni settanta della domanda di beni come dolciumi, tabacco, bevande alcoliche e caffè (inizialmente 3,6 kg annuali pro capite). I cittadini della Germania Est spendevano in media 3,3 miliardi di marchi tedeschi orientali all'anno in caffè, una somma comparabile alle spese per i mobili e il doppio di quelle per le scarpe.

## Crisi
La vera e propria crisi iniziò nel 1976, quando il prezzo del caffè aumentò in maniera vertiginosa dopo un raccolto fallito in Brasile, costringendo il governo della RDT a spendere circa 700 milioni di marchi orientali per tale prodotto (approssimativamente 300 milioni $, equivalenti a 1,21 miliardi $ di oggi), quasi cinque volte i consueti 150 milioni DM all'anno. La leadership del Partito Socialista Unificato di Germania limitò l'importazione di cibo e beni di lusso, mentre cercò di accumulare abbastanza riserve di valuta straniera per importare il petrolio. Ciò avvenne per contrastare la crisi energetica degli anni settanta, dato che gli effetti della crisi petrolifera del 1973 iniziarono a colpire la RDT soltanto a metà degli anni settanta.
L'idea di cessare la produzione del caffè, proposta dal direttore del Kommerzielle Koordinierung Alexander Schalck-Golodkowski, fu evitata dopo che il membro del comitato centrale Werner Lamberz incoraggiò gli scambi con il baratto e le vendite di armamenti con i Paesi del terzo mondo come l'Etiopia del Derg. La produzione della varietà di caffè più economica, la "Kosta", fu interrotta e rimasero disponibili soltanto le qualità più costose. Furono tuttavia commercializzate altre alternative come il "Kaffee-Mix", una miscela 50% di caffè genuino e sostituti chiamata con il nomignolo peggiorativo di "Erichs Krönung", un riferimento al leader della RDT Erich Honecker e al marchio di caffè tedesco occidentale Jacobs Krönung. Il governo della Germania dell'Est suppose che la maggior parte della popolazione avrebbe ottenuto il caffè dai Westpakete inviati dai familiari ad ovest. Ciò aumentò la domanda del tipico dono di ritorno, un Christstollen di Dresda, che causò ulteriori problemi all'economia della RDT, poiché molti degli ingredienti necessari alla preparazione come mandorle, uva passa e canditi, erano anch'essi disponibili solo come beni d'importazione. Un'altra proposta avanzata da Schalck-Golodkowski per proibire il regalo degli Stollen fu presto scartata.
I cittadini della Germania Orientale rifiutarono in gran maggioranza il Kaffee Mix e videro la mancanza di caffè come un attacco ad una principale necessità di consumo che costituiva una gran parte della vita di tutti i giorni. Il Kaffee Mix danneggiava inoltre alcune macchinette, dato che la miscela conteneva dei sostituti come la farina di piselli, che contiene delle proteine che si gonfiano con il calore e la pressione intasando così i filtri. Ciò porto a numerose lamentele, indignazioni e proteste. Anche quando il prezzo del caffè sui mercati internazionali diminuì ai valori normali nel 1978, i problemi nell'acquisto di valuta straniera continuarono ancora nella RDT durante gli anni ottanta, causando carenze che danneggiarono l'immagine della leadership politica dello stato. È stato stimato che il 20-25% dell'intera quantità di caffè consumata nella Germania Est tra il 1975 e il 1977 proveniva da pacchi inviati dall'occidente. Il caffè fu considerato come un simbolo dell'interiore unità tedesca, molto al di sopra del suo ruolo da bene di consumo.

## Conseguenze sulla Germania Ovest
Nella Germania Ovest, gli aumenti dei prezzi del caffè del 1977 non portarono ad alcuna mancanza bensì al prevalente consumo di varietà più economiche nella fascia a basso costo. Marche come Tchibo e successivamente Eduscho incominciarono ad offrire, oltre al caffè, altri prodotti non alimentari. Questi cambiamenti possono essere attribuiti anche agli effetti della crisi del caffè che stava investendo la Germania Est.

## Influenza sulla produzione di caffè in Vietnam
Le relazioni tra la Repubblica Democratica Tedesca ed il Vietnam erano molto strette e positive. La produzione di caffè nel Paese asiatico iniziò nel 1926 durante il periodo coloniale francese mentre, a partire dal 1975, fu avviata la coltivazione della varietà robusta parallelamente alla crisi del caffè nella RDT. Le piante di Coffea canephora, dalla crescita veloce e con una maggior quantità di caffeina, sono adatte al clima della regione del Tây Nguyên e sono adatte alla raccolta meccanizzata. In confronto all'arabica, la varietà robusta è più economica ma di qualità inferiore.
Nel 1980 e il 1986 furono firmati due trattati tra la RDT e il Vietnam, in base ai quali la Germania Est avrebbe fornito l'equipaggiamento e i macchinari necessari per la produzione, aumentato l'area per le piantagioni da 600 ettari a 8 600, e istruito la popolazione locale riguardo alle tecniche di coltivazione. In particolare, la RDT fornì camion, macchine e sistemi d'irrigazione per il nuovo Kombinat Viet-Duc, oltre ad investire circa 20 milioni $ per la realizzazione di un impianto idroelettrico. La Germania Est costruì inoltre abitazioni, ospedali e negozi per le 10 000 persone che furono trasferite nell'area per la produzione del caffè. In cambio degli investimenti, fu stabilito che la RDT avrebbe ricevuto metà del raccolto del caffè per i successivi 20 anni. Tuttavia, una piantagione di caffè necessita di otto anni dalla semina prima di produrre il primo raccolto adoperabile, che nel caso del Kombinat Viet-Duc avvenne nel 1990.
Il Vietnam riuscì velocemente ad imporsi dopo il 1990 come il secondo più grande produttore di caffè al mondo dopo il Brasile, mandando fuori mercato la produzione tradizionale in Africa, grazie anche al ripristino delle relazioni commerciali tra gli Stati Uniti ed il Vietnam. Tuttavia la sovrapproduzione nel Paese asiatico portò nel 2001 ad un crollo dei prezzi del caffè in tutto il mondo nel 2001.
Nel 2016, la Germania era ancora il più grande importatore del caffè vietnamita.